# USS Dallas (SSN-700)
Za druga plovila z istim imenom glejte USS Dallas.
USS Dallas (SSN-700) je bila jedrska jurišna podmornica razreda los angeles.